# Балинежани
Балинежани, познати и као Балијци (инд. Suku Bali), су народ настањен на индонежанском острву Бали, где чине око 89% становништва. По овом острву су и добили своје име. Припадају аустронежанској породици народа и највише су сродни Јаванцима, највећој етничкој групи у Индонезији (са око 100 милиона припадника). Мањих балинежанских заједница у Индонезији има на острву Ломбок као и у најисточнијим регионима Јаве (нпр. општина Банјуванги).
Укупно их има 4,2 милион (према попису из 2012. године), од тога 3.946.416 у Индонезији, 5.700 у Малезији, 5.529 у Аустралији и 200 у САДу.

## Порекло
Балинежани су потекли из три периода миграције. Први талас имиграната је на острво Бали дошао у праисторији са Јаве и Калимантана, они су били прото-малајског порекла. Други талас Балинежана је дошао за време хиндуистичког периода са Јаве. Трећи и последњи талас балинежанских досељеника потекао је такође са Јаве, негде у 15.-16. веку, у време исламизације Јаванаца.
ДНК студија из 2005. године показала је да је око 12% балинежанских Y хромозома индијског порекла, док их је 84% аустронезијског порекла и 2% вероватно меланежанског порекла.

## Религија
За разлику од осталих острва у Индонезији која су претежно муслиманска, Бали има већинско становништво хиндуистичке вероисповести. Балинежани исповедају балинежански хиндуизам, за који се сматра да је комбинација традиционалних веровања и хиндуизма који су мисионари из Индије донели у 12. веку. Балинежани пре трећег (и финалног) таласа миграције, познатији и као Бали Ага, нису били хиндуисти, већ су се држали традиционалних веровања.